# اقلیم جنوبگان

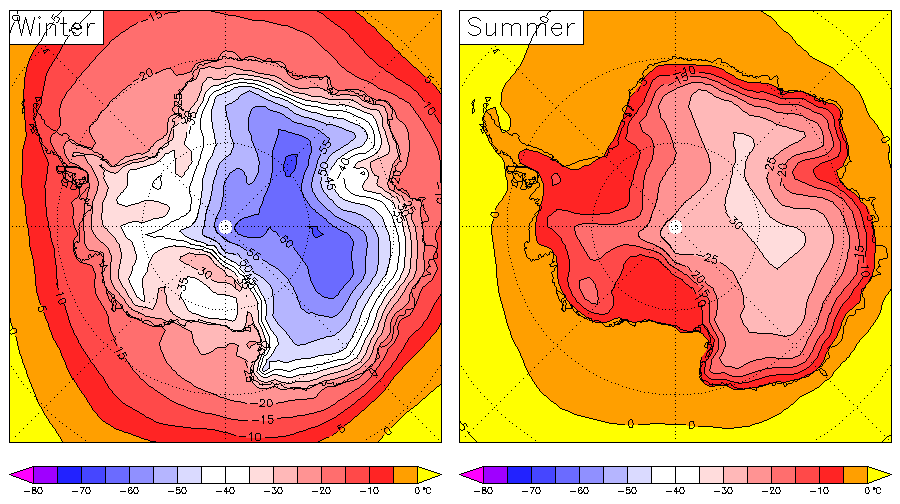
دمای سطح قطب جنوب در زمستان و تابستان. ازمرکز اروپائیِ پیش بینیِ هوا

اقلیم جنوبگان، سردترین ناحیه زمین است. جنوبگان، پائین‌ترین دمای ثبت شده تاکنون را دارد. این دما برابر با ۸۹٫۲- C° (برابر ۱۲۸٫۶-° فارنهایت) و در پایگاه وستوک ثبت شده است. ماهواره‌ها درجه حرارتِ پایین‌تری را نیز ثبت کرده‌اند که برابر با ۹۳٫۲- ° سلسیوس (۱۳۵٫۸-° فارنهایت) بوده است.

## بارش

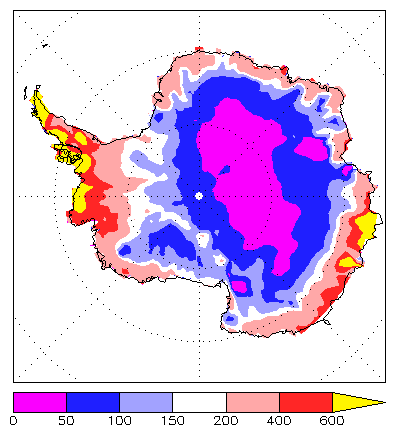
میانگین توزیع سالانه بارندگی در قطب جنوب (میلی‌متر)

قطب جنوب به نوعی بیابان محسوب می‌شود. کل بارندگی در قطب جنوب، به‌طور متوسط در کل قاره، حدود ۱۶۶ میلی‌متر (۶٫۵ اینچ) در سال است. نرخ‌های واقعی بسیار متفاوت است، از مقادیر بالا در شبه جزیره (۱۵ تا ۲۵ اینچ در سال) تا مقادیر بسیار پایین (تا ۵۰ میلی‌متر (۲٫۰ اینچ) در فضای داخلی مرتفع. دریافت کمتر از ۲۵۰ میلی‌متر (۹٫۸ اینچ) بارندگی در سال به عنوان بیابان طبقه‌بندی می‌شود. تقریباً تمام بارش‌های قطب جنوب به صورت برف است. بارندگی نادر است و عمدتاً در طول تابستان در مناطق ساحلی و جزایر اطراف رخ می‌دهد. بارش ذکر شده به جای اینکه عمق واقعی برف باشد، معیاری برای معادل بودن آن با آب است. هوای قطب جنوب نیز بسیار خشک است. دمای پایین منجر به رطوبت مطلق بسیار کم می‌شود، به این معنی که پوست خشک و لب‌ها ترک خورده، باعث می‌شود مشکلاتی دائمی برای دانشمندان و پژوهشگرانی که در این قاره کار می‌کنند، بوجود آید.

### اقلیم
- Climate data from Antarctic surface stations with trends
- Temperature data from the READER project
- A pamphlet about the weather and climate of Antarctica
- Information concerning recent ice shelf یخزایی
- (unreliable) maps of snowfall and temperature
- Temperature statistics at the Amundsen-Scott station on the South Pole
- Warmer temperatures, more snow... Australian Academy of Science
- Antarctica's central ice cap grows while glaciers melt
- "AWS and AMRC Real-Time Weather Observations and Data". دانشگاه ویسکانسین-مدیسن's Antarctic Weather Stations Project and Antarctic Meteorological Research Center. Retrieved May 31, 2005.
- Antarctica Climate and Weather

### تغییراتِ دمای جنوبگان
- Western Antarctica warming confirmed ۲۳ دسامبر ۲۰۱۲ یواس‌ای تودی

### یخ جنوبگانی
- "Sea Ice Index – Trends in extent – Southern Hemisphere (Antarctic)". National Snow and Ice Data Center. Retrieved Jan 9, 2009.
- "Coastal-Change and Glaciological Maps of Antarctica". USGS Fact Sheet 2005–3055. Retrieved May 31, 2005.
- "Coastal-Change and Glaciological Maps of Antarctica". USGS Fact Sheet 050–98. Retrieved February 28, 2005.
  - "Coastal-change and glaciological map of the Eights Coast area, Antarctica; 1972–2001". سازمان زمین‌شناسی آمریکا Scientific Investigations Series Map, I-2600-E. Retrieved February 28, 2005.
  - "Coastal-change and glaciological map of the Bakutis Coast area, Antarctica; 1972–2002". U.S. Geological Survey Scientific Investigations Series Map, I-2600-F. Retrieved February 28, 2005.
  - "Coastal-change and glaciological map of the Saunders Coast area, Antarctica; 1972–1997". U.S. Geological Survey Scientific Investigations Series Map, I-2600-G. Retrieved February 28, 2005.
- "Satellite Image Atlas of Glaciers of the World – Antarctica". U.S. Geological Survey Professional Paper 1386-B. Retrieved February 28, 2005.

## خوانش بیشتر
- Warm Snap Turned Antarctica Green Around the Edges; Thawed-out continent was lined with trees 15 million years ago, study says. ۲۰ ژوئن ۲۰۱۲ نشنال جئوگرافیک (مجله)
- Taking Antarctica's temperature; Frozen continent may not be immune to global warming July 27, 2013; Vol.184 #2 Science News